# Bruce Johnston
Bruce Arthur Johnston, född Benjamin Baldwin den 27 juni 1942 i Peoria, Illinois, är en amerikansk musiker som är medlem i gruppen The Beach Boys. Han gick med i gruppen 9 april 1965 som ersättare för Glen Campbell, som i sin tur tillfälligt ersatt Brian Wilson. Han har även bland annat gett ut album som soloartist. Som låtskrivare är han kanske mest känd för "I Write the Songs", som Barry Manilow hade en hit med 1975.

## Diskografi (urval)

### Solo
Album
- 1962 – Surfers' Pajama Party (live)
- 1963 – Surfin' 'Round the World
- 1977 – Going Public

Singlar
- 1962 – "Do the Surfer Stomp (Part One)" / "Do the Surfer Stomp (Part Two)"
- 1962 – "Soupy Shuffle Stomp" / "Moon Shot"
- 1963 – "The Original Surfer Stomp" / "Pajama Party"
- 1977 – "Pipeline" / "Disney Girls"
- 1977 – "Pipeline" / "Disney Girls" + "Pipeline / Deirdre" (12")
- 1977 – "Rendezvous" / "I Write the Songs"

### Med The Beach Boys
- 1965 – Summer Days (And Summer Nights!!)
- 1965 – Beach Boys' Party!
- 1996 – Pet Sounds
- 1967 – Smiley Smile
- 1967 – Wild Honey
- 1968 – Friends
- 1969 – 20/20
- 1970 – Sunflower
- 1971 – Surf's Up
- 1979 – L.A. (Light Album)
- 1980 – Keepin' the Summer Alive
- 1985 – The Beach Boys
- 1989 – Still Cruisin'
- 1992 – Summer in Paradise
- 1996 – Stars and Stripes Vol. 1
- 2012 – That's Why God Made the Radio